# Acid azotic
Acidul azotic, cunoscut și sub numele de acid nitric, este unul dintre cei mai tari acizi anorganici (minerali). Formula chimică este HNO3. El este totodată, în stare pură sau concentrat, și un agent oxidant foarte puternic.

## Proprietați

### Fizice
În stare pură, acidul azotic este un lichid incolor, cu miros înțepător, ușor solubil în apă. Acidul azotic fumans este de obicei gălbui, colorarea datorându-se dizolvării oxidului de azot rezultat în urma descompunerii fotochimice. Dizolvarea sa în apă produce o degajare mare de căldură (exotermă), astfel încât este interzisă turnarea de apă în acid concentrat. Prepararea soluțiilor se face numai prin turnarea treptată a acidului concentrat în apă, agitare continuă și eventual răcire. Acidul azotic este pasiv față de metalul numit aluminiu, deci nu reacționează cu acesta. Această proprietate ajută la fabricarea cisternelor pentru transportarea acidului azotic (sunt făcute din aluminiu).
Cu acidul sulfuric formează amestec sulfonitric, iar cu acidul clorhidric apa regală.

### Reactivitate
Sărurile acidului azotic cu diferitele metale se numesc azotați, și conțin un număr variabil de grupări de acest fel, iar forma generală a lor este Metm(NO3)m.

## Obținere
În laborator acidul azotic poate fi obținut prin următoarele reacții de dezlocuire din săruri:
{\displaystyle \mathrm {AgNO_{3}+HCl} \longrightarrow \mathrm {AgCl+HNO_{3}} }
{\displaystyle \mathrm {KNO_{3}+H_{2}SO_{4}} \longrightarrow \mathrm {HNO_{3}+KHSO_{4}} }
În plus el se poate obține din barbotarea dioxidului de azot în apă:
{\displaystyle \mathrm {NO_{2}+H_{2}O} \longrightarrow \mathrm {HNO_{2}+HNO_{3}} }
Iar în industrie acidul azotic se obține prin dizolvarea oxizilor de azot din oxidarea catalitică a amoniaculuiîn prezență de oxigen(aer) în apă. Obținându-se soluții cu continut de maxim 63%. Conform reacției:
{\displaystyle \mathrm {4NO_{2}+2H_{2}O+O_{2}} \longrightarrow \mathrm {4HNO_{3}} }

## Efecte fiziologice
Acidul azotic este deosebit de toxic și foarte coroziv și poate provoca arsuri grave pe piele. Pielea atacată de acidul azotic se colorează în galben prin reacție xantoproteică. De asemenea, poate ataca diferite materiale cu care intră în contact, de la țesături până la metale.

## Importanța economică
Acidul azotic este folosit în diferite subramuri ale industriei. Cele mai importante aplicații le are în industria îngrășămintelor, a explozivilor, a coloranților precum și în industria metalurgică. Astfel, este folosit pentru producerea diferitor azotați, folosiți ca îngrășământ. În urma nitrării sunt obținute nitroglicerina, nitroceluloza, acidul picric, precum și alte materiale explozive. Tot prin nitrare sunt produși și diferiți coloranți, sau precursori în sinteza coloranților. 
În industria metalurgică, acidul azotic este folosit la decaparea metalelor, adică a curățirii lor de oxizi metalici și altor impurități de suprafață. Este de asemenea folosit la fabricarea apei regale, una dintre puținele soluții care pot reacționa cu aurul, transformându-l în săruri solubile. 
Acidul azotic mai este folosit și în analiza chimică și sinteza de laborator, fiind unul dintre cei mai utilizați reactivi.